# Erehwon-Nunatak
Der Erehwon-Nunatak ist ein 1050 m hoher Nunatak im westantarktischen Ellsworthland. Er ragt 26 km nordwestlich des Henkle Peak 6 m hoch und 15 lang aus den ihn umgebenden Eismassen auf.
Wissenschaftler einer gemeinsamen Mannschaft des United States Geological Survey und des British Antarctic Survey unter der Führung von Peter Dewitt Rowley (* 1943) entdeckten ihn zufällig während eines Schneesturms. Das Gestein des Nunataks ist älter als das zuvor als ältestes bestimmte Gestein auf der Antarktischen Halbinsel. Der von Rowley vorgeschlagene Name für den Nunatak ist ein Anagramm des Wortes nowhere (englisch für nirgendwo) und ist angelehnt an den Roman Erewhon des britischen Schriftstellers Samuel Butler aus dem Jahr 1872 ab. Hintergrund dieser Benennung ist der Umstand, dass sich die Mannschaft wegen der widrigen Wetterbedingungen unsicher war über seine geografische Position.